# Nemesio Martínez
Nemesio Martínez (21 de março de 1897 – 26 de julho de 1936) foi um equestre espanhol. Ele competiu em dois eventos nos Jogos Olímpicos de Verão de 1924.